# 김민기 (2004년)
김민기(2004년 1월 31일 ~ )은 대한민국의 축구 선수로, 포지션은 센터포워드, 센터백, 수비형 미드필더이다. 현재 K리그2 부산 아이파크 소속이다.